# جاكوب سيدرجرين
جاكوب سيدرجرين (مواليد 10 يناير 1973) ممثل دنماركي. شارك في أكثر من 40 فيلم وبرنامج تلفزيوني منذ عام 1988. شارك في فيلم الحصان الداكن الذي بُث في فئة آن سيرتين إيغار في نسخة 2005 من مهرجان كان السنمائي.
في عام 2009، لعب دور هوكون السابع ملك النرويج في المسلسل القصير هاري وتشارلز. ولعبت ماريا بونيفي دور زوجته. يشارك منذ 2010 في مسلسل الجريمة السويدي جرائم القتل في ساندهامن.

## أعمال شارك فيها
- الحصان الداكن (2005)
- آرن- فارس المعبد (2007)
- الإكراه (2016)
- المذنب (2018)